# Lara Vukasović
Lara Vukasović (Zagabria, 10 novembre 1994) è una pallavolista croata, centrale e opposto del Casalmaggiore.

## Carriera

### Club
La carriera di Lara Vukasović inizia nella stagione 2010-11 quando esordisce con la HAOK Mladost nella 1.A Liga croata. Si trasferisce negli Stati Uniti d'America, dove partecipa alla NCAA Division I con la UC Berkeley dal 2012 al 2015.
Ritorna al club di Zagabria nella stagione 2016-17, mentre per il campionato successivo difende i colori del Saint-Cloud Paris SF, nella Ligue A francese, dove resta per due annate.
Nella stagione 2019-20 viene ingaggiata dal Casalmaggiore, nella Serie A1 italiana.

### Nazionale
Nel 2011 viene convocata sia nella nazionale croata Under-18 che in quella Under-20, mentre nel 2019 è in quella Under-19.
Nel 2017 ottiene le prime convocazioni nella nazionale maggiore.